# Can't Be Tamed (sång)
"Can't Be Tamed" är en sång av den amerikanska sångerskan Miley Cyrus. Sången skrevs av Cyrus, Antonina Armato, Tim James, Paul Neumann och Marek Pompetzki, och producerades av Rock Mafia. Den släpptes 18 maj 2010 av Hollywood Records som den ledande singeln från Cyrus' tredje studioalbum Can't Be Tamed. En Rockangeles remix med rapparen Lil Jon inkluderades som bonusspår på den digitala versionen av albumet. Enligt Cyrus så beskriver "Can't Be Tamed" en önskan att bryta sig ut och uppleva frihet.
Sången blev en kommersiell succé. "Can't Be Tamed" topplacerades som #8 på Billboard Hot 100, och som #5 i både Irland och Nya Zeeland. Sångens musikvideo regisserades av Robert Hales och följer Cyrus när hon uppträder med bakgrundsdansare genom ett museum. Cyrus är dock först instängd i en enorm bur och blir observerad av åskådare; Hon flyr sedan och förstör museet. 

## Bakgrund

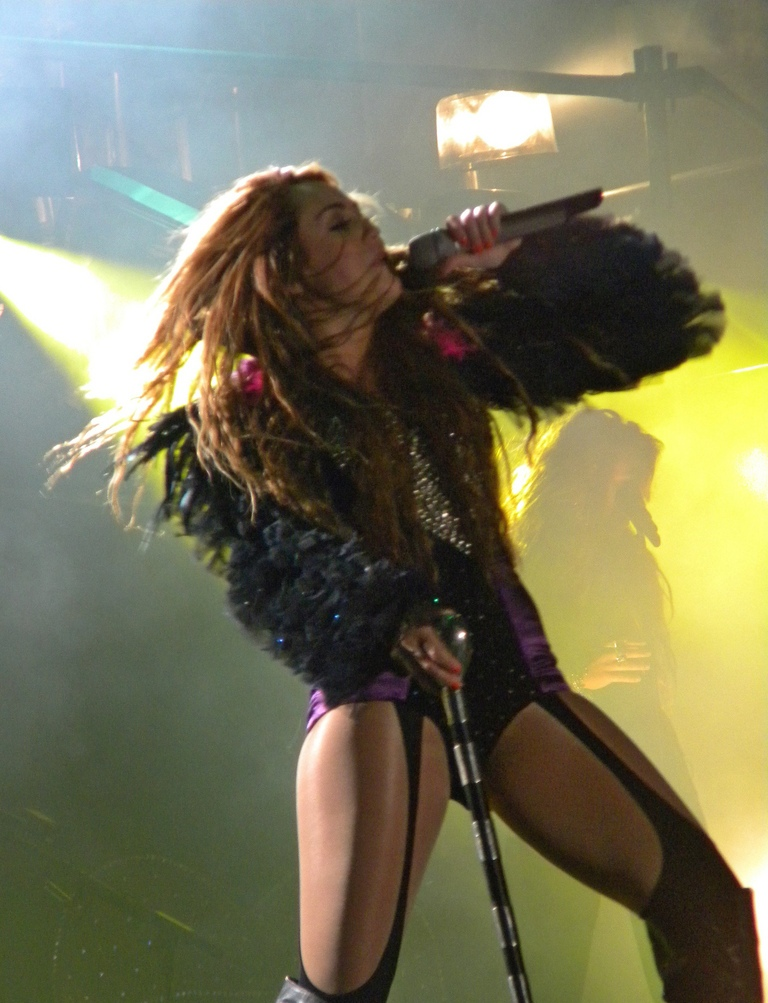
Cyrus framför "Can't Be Tamed" under hennes Gypsy Heart Tour 2011.

"Can't Be Tamed" skrevs av Cyrus, Antonina Armato, Tim James, Paul Neumann och Marek Pompetzki, och producerades av Rock Mafia. Enligt Cyrus så är sångens lärdom att frigöra sig själv från vad som helst som kan hindra dig från det du vill göra. Cyrus sa att sångens budskap handlar om olika situationer. Personligen för henne, "så handlar det om att sitta i en bur och människor tittar på dig." Liksom för andra, så trodde hon att den kunde beskriva gymnasiet i en situation där "någon känner att de måste vara på ett visst sätt för att få vara med i en så kallad "clique", och de vill vara som de är. En relation, eller vad som helst, det handlar bara om att bryta sig ut och känna sig fri." Hollywood Records beskrev "Can't Be Tamed" som en "sång där Miley påstår att hon måste vara trogen till sig själv i relationer".
Vid fyra möten genom Europe så presenterade Cyrus' manager, Jason Morey, albumet Can't Be Tamed för representanter från Universal Music Group; Representanterna bekräftade att Hollywood Records i USA hade redan beslutat att sången skulle släppas som den ledande singeln. "Can't Be Tamed" hade premiär den 30 april 2010 på Cyrus' officiella MySpace-sida; den skickades till radio den 3 maj 2010 och släpptes för digital download den 18 maj. I maj 2010 spelade Cyrus in Rockangeles remixen med rapparen Lil Jon i Rock Mafia Studios i Santa Monica, Kalifornien. Lil Jon sa att samarbetet var "galet" och tyckte att publiken skulle gilla remixen. Cyrus tillade, "Han kom bara in och släppte loss." De tyckte att Lil Jon gav remixen mer energi än vad den ursprungliga versionen hade.

## Låtlista
- Digital Download / CD Single

1. "Can't Be Tamed" (Album Version) — 2:48

- AUS / EU 2-track CD Single / Digital Download

1. "Can't Be Tamed" (Album Version) — 2:48
2. "Can't Be Tamed" (Wideboys Stadium Radio Remix) — 2:47

- Maxi-CD Single

1. "Can't Be Tamed" (Album Version) — 2:48
2. "Can't Be Tamed" (Wideboys Stadium Radio Remix) — 2:47
3. "Can't Be Tamed" (Music Video) - 3:50

## Topplistor
| Lista (2010)                      | Topplacering |
| --------------------------------- | ------------ |
| Australien (ARIA Charts)          | 14           |
| Belgien (Flandern)                | 39           |
| Belgien (Vallonien)               | 40           |
| Europa (European Hot 100)         | 15           |
| Frankrike (SNEP)                  | 15           |
| Irland (IRMA)                     | 5            |
| Japan (Japan Hot 100)             | 12           |
| Kanada (Canadian Hot 100)         | 6            |
| Nederländerna (Single Top 100)    | 82           |
| Norge (VG-lista)                  | 15           |
| Nya Zeeland (RIANZ)               | 5            |
| Schweiz (Swiss Music Charts)      | 53           |
| Slovakien (IFPI)                  | 28           |
| Spanien (PROMUSICAE)              | 14           |
| Storbritannien (UK Singles Chart) | 13           |
| Sverige (Sverigetopplistan)       | 42           |
| Tyskland (Media Control Charts)   | 29           |
| USA (Billboard Hot 100)           | 8            |
| USA (Mainstream Top 40)           | 16           |
| Österrike (Ö3 Austria Top 40)     | 21           |

| Lista (2010)     | Position |
| ---------------- | -------- |
| Canadian Hot 100 | 92       |
| UK Singles Chart | 189      |